# Samuel Schatzmann
Samuel Schatzmann, född 12 oktober 1955, död 2 november 2016 i Oftringen i Aargau, var en schweizisk ryttare.
Han tog OS-silver i lagtävlingen i dressyr i samband med de olympiska ridsporttävlingarna 1988 i Seoul.